# Dorylus spininodis
Dorylus spininodis är en myrart som beskrevs av Carlo Emery 1901. Dorylus spininodis ingår i släktet Dorylus och familjen myror.

## Underarter
Arten delas in i följande underarter:
- D. s. longiceps
- D. s. spininodis